# WTA Marco Island
Il WTA Marco Island è stato un torneo femminile di tennis giocato dal 1983 al 1986. Si è disputato a Marco Island in Florida su campi in terra rossa dal 1983 al 1984 e poi nel 1986 e sul cemento nel 1985.

## Albo d'oro

### Singolare
| Anno | Nome del torneo         | Campionessa       | Finalista            | Punteggio     |
| ---- | ----------------------- | ----------------- | -------------------- | ------------- |
| 1983 | Avon Cup                | Andrea Jaeger     | Hana Mandlíková      | 6–1, 6–3      |
| 1984 | Avon Cup                | Bonnie Gadusek    | Kathleen Horvath     | 3–6, 6–0, 6–4 |
| 1985 | BMW Championships       | Bonnie Gadusek    | Pam Casale           | 6–3, 6–4      |
| 1986 | Tournament of Champions | Chris Evert-Lloyd | Claudia Kohde Kilsch | 6–2, 6–4      |

### Doppio
| Anno | Campionesse                          | Finaliste                       | Punteggio     |
| ---- | ------------------------------------ | ------------------------------- | ------------- |
| 1983 | Andrea Jaeger Mary Lou Daniels       | Rosemary Casals Wendy Turnbull  | 7–5, 6–4      |
| 1984 | Hana Mandlíková Helena Suková        | Andrea Jaeger Anne Hobbs        | 3–6, 6–2, 6–2 |
| 1985 | Kathy Jordan Elizabeth Sayers        | Camille Benjamin Bonnie Gadusek | 6–3, 6–3      |
| 1986 | Martina Navrátilová Andrea Temesvári | Kathy Jordan Elise Burgin       | 7–5, 6–2      |